# 牛场苗族彝族乡 (大方县)
牛场苗族彝族乡是中华人民共和国贵州省毕节市大方县下辖的一个民族乡。

## 行政区划
牛场苗族彝族乡下辖以下村级行政区划单位：
乐公村、方井村、坭龙村、九龙村、大营村、新庄村、立新村、以朵村、黑仲村和德克村。